# Bob Marshall Wilderness

Le Bob Marshall Wilderness est un parc désigné par le Congrès américain comme devant rester à son état naturel. Il est situé dans l'ouest du Montana, aux États-Unis, et nommé en l'honneur de Bob Marshall (1901-1939), un garde forestier défenseur de l'environnement et cofondateur de la Wilderness Society.

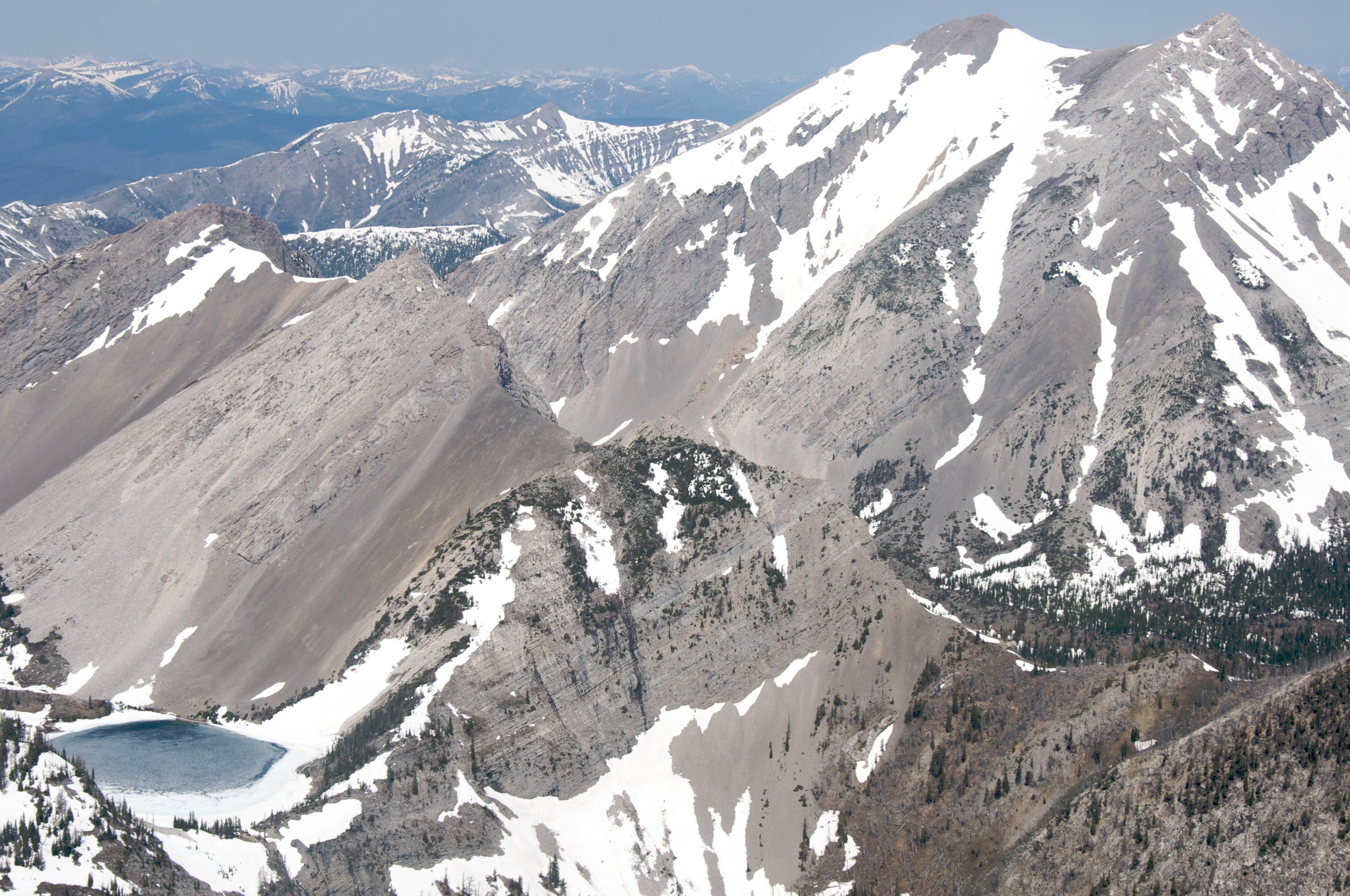
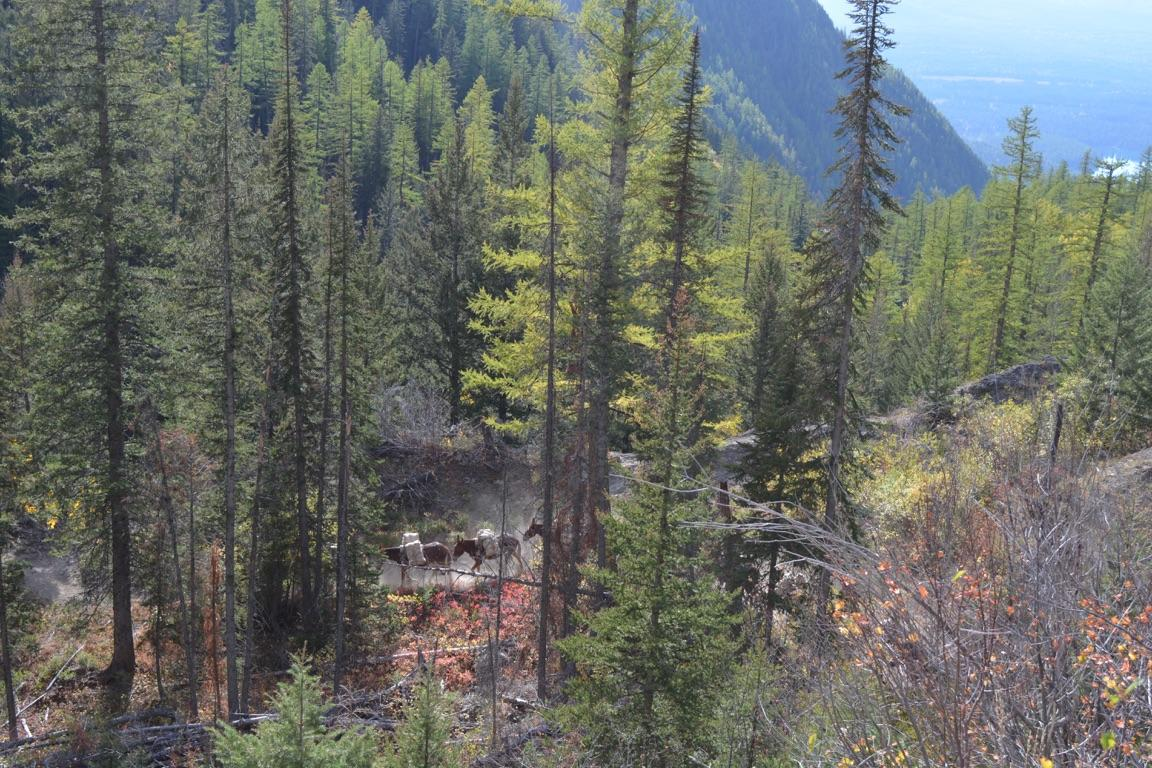
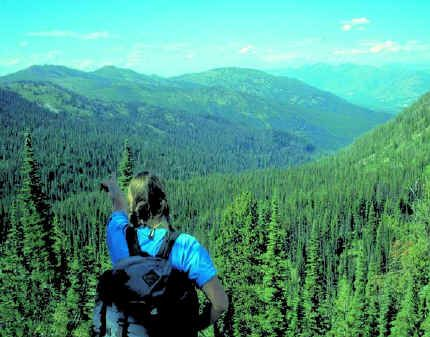
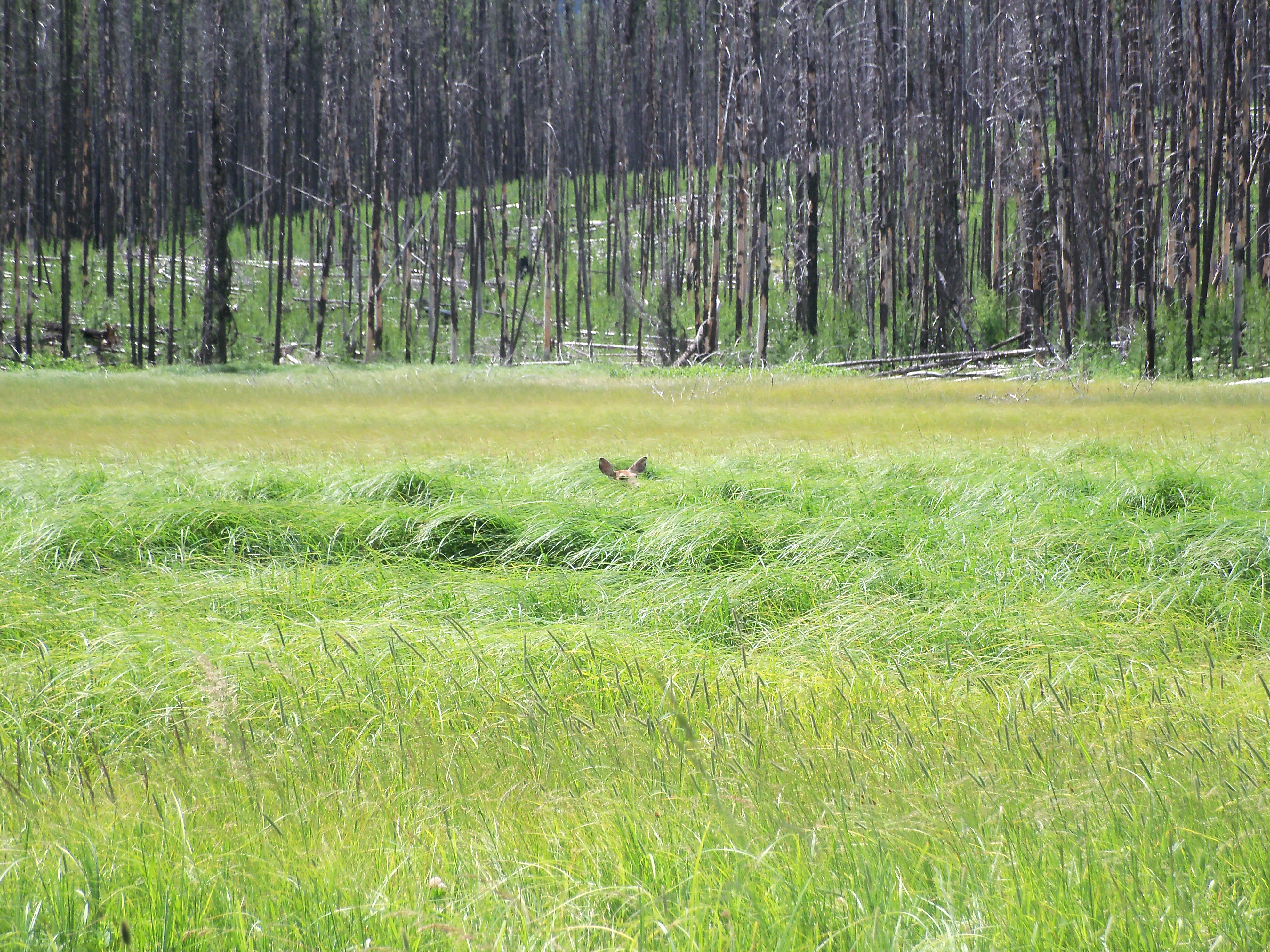